# Paweł Dunin Wolski
Paweł Dunin Wolski z Rzeszotkowej Woli herbu Łabędź (ur. 1487, zm. 19 lutego 1546) – biskup poznański w latach 1544–1546, kasztelan radomski w latach 1542–1543, kanclerz wielki koronny w latach 1539–1543, burgrabia krakowski w latach 1537–1546, podkanclerzy koronny w latach 1537–1539, starosta gostyniński w latach 1533–1543, kasztelan sochaczewski w latach 1532–1537, podczaszy sandomierski w latach 1530–1533, wojski radomski w latach 1515–1537.
Ojciec Piotra Dunina Wolskiego, późniejszego kanclerza wielkiego koronnego.
Pochowany w katedrze śś. Apostołów Piotra i Pawła w Poznaniu.